# Naslag (muziek)
In de muziek is een naslag een versiering die ná de (hoofd)noot gespeeld wordt. Een naslag wordt uitgeschreven in kleine nootjes. Hij krijgt een deel van de waarde van de voorafgaande melodietoon en wordt zo snel mogelijk uitgevoerd. Meestal komt een naslag na een triller voor.
Tot de zogeheten naslaande versieringen behoren verder: de portamento en glissando (na een lange noot). 